# Trox yamayai
Trox yamayai är en skalbaggsart som beskrevs av Takeshiko Nakane 1983. Trox yamayai ingår i släktet Trox och familjen knotbaggar. Inga underarter finns listade i Catalogue of Life.